# Елсворт (гори)
Елсво́рт (англ. Ellsworth Mountains, 78°45′0″ пд. ш. 85°0′0″ зх. д. / 78.75000° пд. ш. 85.00000° зх. д.) — найвища гірська система Антарктики. Найвища вершина гір і всього континенту — Масив Вінсон (4892 м), розташована в гірському хребті Сентінел.

## Географія

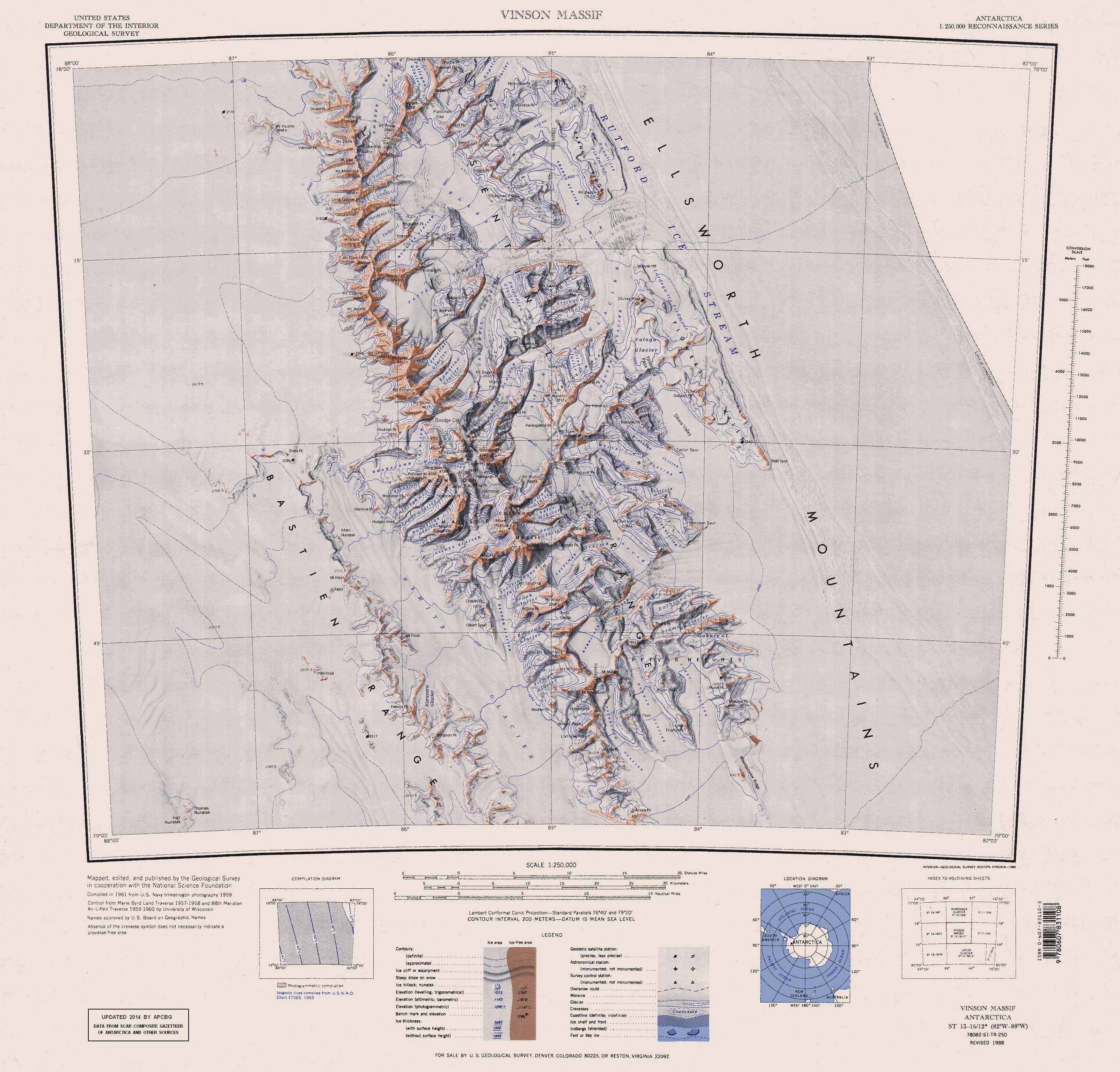
Хребти Сентінел та Бастьєн

Гори Елсворта розташовані в Західній Антарктиді, вздовж західного краю шельфового льодовика Ронне, в основі Антарктичного півострова, за 1000 км від Південного полюса. Простяглися в напрямку: північ — північний захід на південь — південний схід на 360 км, із заходу на схід — на 48 км. Вони складаються із кількох хребтів: Сентінел — високий північний, Герітедж — південний, значно нижчий, відокремлений від північного льодовиком Міннесота і Бастьєн — західний, найнижчий, відділений від основного гірського пасма широким льодовиком Німіц.
Гори складені із глинистих сланців, філітів, пісковиків, кварцитів і конгломерату. Гірські надра містять значні поклади кам'яного вугілля.

### Вершини
Найвищі вершини гір Елсворт:
| Назва         | Назва англійською | Висота, м | Відносна висота, м | Координати                                                            |
| ------------- | ----------------- | --------- | ------------------ | --------------------------------------------------------------------- |
| Масив Вінсон  | Vinson Massif     | 4892      | 4892               | 78°31′32″ пд. ш. 85°37′2″ зх. д. / 78.52556° пд. ш. 85.61722° зх. д.  |
| Тирі          | Mount Tyree       | 4852      | 1152               | 78°24′42″ пд. ш. 85°51′43″ зх. д. / 78.41167° пд. ш. 85.86194° зх. д. |
| Шинн          | Mount Shinn       | 4661      | 961                | 78°27′49″ пд. ш. 85°43′29″ зх. д. / 78.46361° пд. ш. 85.72472° зх. д. |
| Ґарднер [*]   | Mount Gardner     | 4587      | 487                | 78°24′13″ пд. ш. 85°57′49″ зх. д. / 78.40361° пд. ш. 85.96361° зх. д. |
| Рутфорд       | Mount Rutford     | 4477      | 577                | 78°36′26″ пд. ш. 85°18′33″ зх. д. / 78.60722° пд. ш. 85.30917° зх. д. |
| Андерсон      | Mount Anderson    | 4254      | 1 504              | 78°10′53″ пд. ш. 86°8′42″ зх. д. / 78.18139° пд. ш. 86.14500° зх. д.  |
| Бентлі [*]    | Mount Bentley     | 4245      | 347                | 78°9′4″ пд. ш. 86°10′45″ зх. д. / 78.15111° пд. ш. 86.17917° зх. д.   |
| Остенсо       | Mount Ostenso     | 4179      | 1079               | 78°19′11″ пд. ш. 86°7′21″ зх. д. / 78.31972° пд. ш. 86.12250° зх. д.  |
| Ґевінетто [*] | Mount Giovinetto  | 4090      | 388                | 78°16′0″ пд. ш. 86°10′0″ зх. д. / 78.26667° пд. ш. 86.16667° зх. д.   |

Всі вершини, які вказані у таблиці, належать до хребта Сентінел. Допоміжні (другорядні) вершини гірських масивів не включені в цей список, за винятком відмічених цим знаком [*].

## Відкриття і дослідження
Гори Елсворт вперше були виявлені 23 листопада 1935 року, американським полярним дослідником Лінкольном Елсвортом, в ході виконання трансантарктичного повітряного рейсу з острова Данді (Антарктичний півострів) до шельфового льодовика Росса. Спершу гори одержали описову назву — Sentinel (укр. Вартовий).
Гори були детально нанесені на карту Геологічною службою США (USGS) після наземних досліджень і аерофотозйомки ВМС США в 1958—1966 роках. У процесі досліджень було встановлено, що гори складаються із трьох окремих хребтів, тому Консультативний комітет з назв в Антарктиці (US-ACAN) обмежив застосування назви Сентінел — високим північним хребтом і рекомендував весь гірський масив назвати ім'ям самого першовідкривача — Лінкольна Еллсворта.

## Клімат
Середня річна температура в горах Елсворт становить близько −30 °C. Найкращі умови для експедицій припадають на період з листопада по січень (середина «літа» в Південній півкулі). Однак, влаштовуючи подорожі чи експедиції, слід пам'ятати про складні кліматичні умови й віддалене географічне розташування, що вимагає значних фінансових ресурсів.